# Andrija Živković
Andrija Živković (srbskou cyrilicí: Андрија Живковић; * 11. července 1996) je srbský fotbalista, který hraje jako záložník za řecký fotbalový klub PAOK Soluň a srbskou reprezentaci. Během své kariéry hrál za FK Partizan, Benficu Lisabon a PAOK Soluň.
Je nejmladším hráčem v historii, který nastoupil v seniorské reprezentaci Srbska, a zároveň nejmladším kapitánem Partizanu.
Byl důležitým hráčem výběru Srbska U20, který v roce 2015 zvítězil v roce 2015 na Mistrovství světa ve fotbale hráčů do 20 let, na turnaji vstřelil dva góly a přidal dvě asistence.
Za seniorskou reprezentaci hrál na Mistrovství světa ve fotbale 2018, Mistrovství světa ve fotbale 2022 a Mistrovství Evropy ve fotbale 2024.